# Laurent Larcher
Pour les articles homonymes, voir Larcher.
Laurent Larcher est un journaliste et auteur français.

## Biographie

### Jeunesse et études
Laurent Larcher est titulaire du diplôme d’étude approfondie (DEA) "Histoire et Civilisations" de l’École des hautes études en sciences sociales (EHESS), du DEA "Études Médiévales" de l'université Paris Sorbonne-Paris IV et d'une maîtrise d'histoire de l'université Paris VIII.[réf. nécessaire]
Ancien élève de François Hartog, Émile Poulat et Pierre Vidal-Naquet, dont il suivait les séminaires à l'EHESS, il a enseigné l'histoire dans le secondaire entre 1992 et 1997 tout en commençant à écrire dans la presse. Pendant le génocide perpétré contre les Tutsi, il passe l'été 1994 au Secours catholique pour tenter de les secourir, une expérience qui le conduit à changer de vie, à écrire ses premiers articles et à partir en reportage en zone de guerre, comme il l'explique dans « Mourir à soi-même », dans Jean-Philippe Schreiber, Samuel Kuhn, Stéphane Audoin-Rouzeau, Annette Becker, Le choc : Rwanda 1994 : le génocide des Tutsi, Éditions Gallimard, 2024, 432 p. (ISBN 978-2073056764, DOI 10.3917/gall.colle.2024.02.0074, lire en ligne), p. 74–92.

### Parcours professionnel
Grand reporter au service International du quotidien La Croix, spécialiste de l'Afrique subsaharienne, Laurent Larcher traite les questions de défense et les conflits. Il a couvert les conflits de l'ex-Yougoslavie à ceux du Sahel, continue à le faire du Liban, à l'Ukraine.
En 2024, Laurent Larcher publie une enquête intitulée L’énigme Agathe H., accusée de génocide au Rwanda et installée en France dans La Croix L’Hebdo. Il y explore le rôle supposé d’Agathe Habyarimana, l’ancienne première dame du Rwanda, dans le génocide des Tutsis de 1994, ainsi que son parcours en France où elle vit depuis plusieurs années. Cette enquête a été saluée par la critique et a reçu plusieurs distinctions, dont le prix de l’« Enquête de l’année » aux Cafeyn Awards 2025,.

## Engagements humanitaires
Laurent Larcher s’est engagé dans plusieurs actions humanitaires et de sensibilisation sur les violences de masse et les minorités persécutées :
- En 2007, il lance avec Bernard Kouchner un appel en faveur des populations du Darfour, publié dans le magazine Pèlerin. L'appel réunit les signatures de tous les responsables religieux de France — catholiques, protestants, juifs, musulmans et bouddhistes — et recueille plus de 60 000 soutiens[9].

- En 2008, il initie une campagne de sensibilisation sur la situation des chrétiens d’Irak, en collaboration avec Mgr Marc Stenger et l’Œuvre d’Orient. Cette initiative aboutit à la publication simultanée d’un reportage dans l’ensemble de la presse chrétienne française — une première dans l’histoire de la presse chrétienne en France[10].

- En 2011, il fonde l'association Liberté pour l'Esprit, dont le premier président est l'écrivain et diplomate Jean-Christophe Rufin. L'association se consacre à la défense de la liberté de conscience, à la réflexion sur les violences extrêmes et à la promotion du pluralisme religieux[11].

- En 2014, il participe à une mission d'écoute en République centrafricaine aux côtés de Jacques Semelin et Mgr Marc Stenger, à l’initiative de l’Observatoire Pharos. Le rapport issu de cette mission recueille les témoignages d’intellectuels centrafricains confrontés à la guerre civile[12].

- En 2017, il accompagne Mgr Marc Stenger et le professeur Antoine Compagnon en Irak, alors en guerre contre l'État islamique. Ce voyage donne lieu à une réflexion sur la liberté de conscience en contexte de guerre, publiée dans la revue Esprit sous le titre « De Montaigne et de la liberté de conscience en Irak »[13].

## Polémique
En raison de son travail sur le rôle de la France dans le génocide des Tutsi au Rwanda, Laurent Larcher subit des pressions de la part de dirigeants politiques français, dont Hubert Védrine, secrétaire général de l’Élysée en 1994. Sur la question épineuse des livraisons d'armes aux génocidaires par la France en 1994, Guillaume Victor-Thomas, qui assurait la logistique aérienne de l’armée française pendant l'opération Turquoise l'a poursuivi pour complicité de diffamation en 2020 au côté du journaliste Benoît Collombat. La justice a tranché en faveur des deux journalistes, les relaxant en 2023.

## Publications
- La Face cachée de l’écologie, Éditions du Cerf, 2004, 272 p. (ISBN 978-2204073493)
- Cités de l’espérance, en banlieue parmi les nouveaux aventuriers de Dieu (préf. Émile Poulat), Éditions du Cerf, 2006, 172 p. (ISBN 978-2204077750)[18]
- Au nom de la France ? : Les non-dits de notre diplomatie, Éditions du Cerf, 2018, 178 p. (ISBN 978-2204115759)[19]
- Rwanda, ils parlent : Témoignages pour l'histoire, Éditions du Seuil, 2019, 804 p. (ISBN 978-2021418880)
- Jacques Sémelin (avec Laurent Larcher), Une énigme française : Pourquoi les trois quarts des Juifs en France n’ont pas été déportés, Albin Michel, 2022, 224 p. (ISBN 978-2226467720)
- Jean Varret (avec Laurent Larcher), Souviens-toi : Mémoire à l'usage des générations futures, Éditions des Arènes, 2023, 288 p.
- « Mourir à soi-même », dans Jean-Philippe Schreiber, Samuel Kuhn, Stéphane Audoin-Rouzeau, Annette Becker, Le choc : Rwanda 1994 : le génocide des Tutsi, Éditions Gallimard, 2024, 432 p. (ISBN 978-2073056764, DOI 10.3917/gall.colle.2024.02.0074, lire en ligne), p. 74–92
- Papa, qu'est ce qu'on a fait au Rwanda ? : La France face au génocide, Éditions du Seuil, 2024, 160 p. (ISBN 978-2021550061)[20]
- La fureur et l'extase : Un reporter de guerre face aux violences de masse, Bayard, 2025, 288 p. (ISBN 978-2227503007)

## Récompenses et distinctions
- Prix Jules Michelet (2022) – attribué par l’Association des écrivains combattants pour l’ouvrage Une énigme française. Pourquoi les trois quarts des Juifs en France n'ont pas été déportés ?, coécrit avec Jacques Semelin[21].

- Prix de l’Enquête de l’année aux Cafeyn Awards (2025) pour L’énigme Agathe H., accusée de génocide au Rwanda et installée en France, publiée dans La Croix L’Hebdo[8].

- Prix Or – Grand Prix Stratégies de l’innovation média (2025) – dans la catégorie « Meilleure enquête », pour L’énigme Agathe H, accusée de génocide, parue dans La Croix L’Hebdo[22].

- Prix Relay des Magazines de l'année (2025) dans la catégorie « Meilleure enquête » pour son dossier L’énigme Agathe H., accusée de génocide, publié dans La Croix L’Hebdo[23].